# 圣胡利娅-德洛里亚
圣胡利娅-德洛里亚是安道爾的一个堂区，位於安道爾最南邊，與首都安道爾城、埃斯卡尔德斯-恩戈尔达尼、西班牙加泰羅尼亞自治区相鄰。